# 5231 Verne
5231 Verne è un asteroide della fascia principale. Scoperto nel 1988, presenta un'orbita caratterizzata da un semiasse maggiore pari a 2,6195400 UA e da un'eccentricità di 0,1518380, inclinata di 14,90024° rispetto all'eclittica.
L'asteroide è dedicato allo scrittore francese Jules Verne.